# Carl A. Wuppesahl
Die Carl A. Wuppesahl war ein Seenotrettungsboot (SRB) der 9-m-Klasse der Deutschen Gesellschaft zur Rettung Schiffbrüchiger (DGzRS).
Die Carl A. Wuppesahl, DGzRS-intern als KRST 26 bezeichnet, wurde 1977 von der Schweers-Werft in Bardenfleth unter der Baunummer 6435 gebaut und am 18. August 1977 in Bremen auf den Namen von Carl Wuppesahl, eines Förderers der DGzRS, getauft.

## Technische Ausstattung
Das Seenotrettungsboot war mit Funkanlagen, Echolot, Radar, GPS, Fremdlenzpumpe und einer Bergungspforte ausgestattet.

## Stationierungen
Von 1977 bis 1984 war das Boot in Fedderwardersiel stationiert. Nach einer kurzen Pause erfolgte von 1985 bis zur Außerdienststellung am 28. Juni 2004 die Stationierung in Eckernförde, wo es durch die Eckernförde abgelöst wurde. 
Nach einer Überholung des Bootes wurde es Ende April 2005 Seenotrettungsdienst Namibias (Sea Rescue Institute of Namibia – SRIN) abgegeben; als Geste des Dankes über die Spende der DGzRS behielt das Boot seinen Namen. Stationiert ist die Carl A. Wuppesahl in Walvis Bay.